# Santa Rosa, Mendoza
Santa Rosa är en kommunhuvudort i Argentina.   Den ligger i provinsen Mendoza, i den centrala delen av landet, 900 km väster om huvudstaden Buenos Aires. Santa Rosa ligger 610 meter över havet och antalet invånare är 15 818.
Terrängen runt Santa Rosa är mycket platt. Det finns inga andra samhällen i närheten.
Omgivningarna runt Santa Rosa är i huvudsak ett öppet busklandskap. Runt Santa Rosa är det mycket glesbefolkat, med 2 invånare per kvadratkilometer.